# Elizabeth Álvarez
Elizabeth Álvarez Ronquillo  (Ciudad Juárez,  Chihuahua Mexikó, 1977. augusztus 30. –) mexikói színésznő.

## Élete
1977. augusztus 30-án született Ciudad Juárezben. 2011. október 15-én hozzáment Jorge Salinas színészhez a pueblai San Agustin tanyán. Két gyermekük született.

## Filmográfia

### Telenovellák
- Nadie como tú (2023)...
- La herencia (2022)... Deborah Portillo
- El vuelo de la Victoria (2017)... Magdalena
- Corazón Indomable (Maricruz) (2013)... Lucía Bravo de Narváez (Magyar hang: Zakariás Éva)
- Amorcito corazón (2011–2012)... Isabel Cordero Valencia de Lobo
- Sortilegio (Kettős játszma) (2009)... Irene (Magyar hang: Sallai Nóra)
- Fuego en la sangre (2008)... Jimena Elizondo Acevedo
- Liliana (2007)... Liliana
- La fea más bella (Lety, a csúnya lány) (2006–2007)... Marcia Villaroel Roldán
- Contra viento y marea (A vadmacska új élete) (2005)... Minerva de Lizárraga
- Sueños y caramelos (2005)... Rocío de los Santos
- La Vulka (2004)... Lola
- Velo de novia (2003–2004)... Dulce María Salazár
- Mujer, casos de la vida real (2003) ... Varios
- Las vías del amor (A szerelem ösvényei) (2002–2003)... Sonia 'Francis' Vásquez Solís (Magyar hang: Fésűs Bea)
- Navidad sin fin (2001–2002)... Yolanda
- Amigas y rivales (Szeretők és riválisok) (2001)... Rocío
- Mi destino eres tú (2000)

### Filmek
- La Vulka (2004)
- A Man Apart (2003)
- Devil's Knight (2003)
- Under Hellgate Bridge (2000)
- One Good Turn (1996)
- Little Miss Millions

## Díjak és jelölések
TVyNovelas-díj
| Év   | Kategória                  | Telenovella         | Eredmény |
| ---- | -------------------------- | ------------------- | -------- |
| 2007 | Legjobb női mellékszereplő | Lety, a csúnya lány | Elnyerte |
| 2014 | Kedvenc gazember           | Maricruz            | Jelölve  |

El Heraldo de México-díj
| Év   | Kategória            | Telenovella         | Eredmény |
| ---- | -------------------- | ------------------- | -------- |
| 2003 | Legjobb új színésznő | A szerelem ösvényei | Elnyerte |

People en Español-díj
| Év   | Kategória            | Telenovella | Eredmény |
| ---- | -------------------- | ----------- | -------- |
| 2013 | Legjobb női főgonosz | Maricruz    | Jelölve  |